# Харрингтон, Лео
Лео Энтони Харрингтон (англ. Leo Anthony Harrington; род. 17 мая 1946 США) — американский математик, профессор Калифорнийского университета в Беркли, специалист по теориям вычислимости, моделей и множеств.
- В 1977 году совместно с Джеффом Парисом опубликовал доказательство теоремы Париса–Харрингтона[3][4][5].
- Харрингтон доказал, что аксиома детерминации[англ.] точна для всех аналитических множеств[англ.], то есть существует для каждого числа[6].
- Харрингтон и Сахарон Шелах показали, что теория упорядочения рекурсивно перечисляемых степеней неразрешимости[англ.][7].